# رشدية

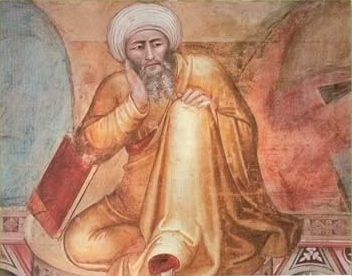
رسم تخيلي للفيلسوف لابن رشد

الرشدية كانت مدرسة فلسفية غربية مبنية على تفسيرات الفيلسوف ابن رشد لأرسطو.
الأفكار الأساسية في فلسفة هذه المدرسة بناء على ملاحظات ابن رشد على كتابات أرسطو:
- العالم أبدي أو خالد.
- الروح مقسومة إلى قسمين، جزء فردي أو جزئي، وجزء إلهي أو كلي.
- الروح الفردية ليست خالدة.
- يشاطر كل البشر في المستوى الأساسي الروح الإلهية والكلية ذاتها.
- إحياء الأموات غير ممكن.